# 隐藏的现实
《隐藏的现实：平行宇宙是什么》（英語：The Hidden Reality: Parallel Universes and the Deep Laws of the Cosmos）是一本由美国理论物理学家布莱恩·葛林创作的科普书籍，是其第四本科普书籍，介绍了关于平行宇宙猜想的相关知识，2011年1月由克诺夫出版社出版，获2012年英国皇家学会科学图书奖的提名。